# تشارلز بينز
تشارلز بينز هو سياسي كندي، ولد في 1786، وتوفي في 1847.